# Viktorsberg
Viktorsberg è un comune austriaco di 411 abitanti nel distretto di Feldkirch, nel Vorarlberg.